# Record de Tunisie du 400 mètres haies
Pour les articles homonymes, voir Record de Tunisie du 400 mètres.
Le record de Tunisie du 400 mètres haies est actuellement détenu par Zied Azizi chez les hommes, en 49 s 13, et par Hend Kebaoui chez les femmes, en 57 s 69.

## Hommes
| Athlète    | Performance | Club | Lieu      | Date           |
| Zied Azizi | 49 s 13     |      | Tarragone | 5 juillet 2018 |

## Femmes
| Athlète      | Performance | Club                    | Lieu   | Date            |
| Hend Kebaoui | 57 s 69     | Athletic Club de Nabeul | Lindau | 28 juillet 1995 |